# حفار ساق التين
حفار ساق التين أو حفار التين الاستوائي أو حفار ساق التين ذو القرون الطويلة (باللاتينية: Batocera rufomaculata) حشرة من رتبة غمدية الأجنحة. تعتبر هذه الحشرة من حشرات التين الرئيسية حيث تصيب سوق الأشجار الكبيرة منها والصغيرة خاصة القوية ذات العصارة الغزيرة وتنتشر في كافة مناطق زراعة التين في بلاد الشام.

## وصف الحشرة
أ‌- الحشرة الكاملة: خنفساء زرقاء اللون غامقة كبيرة الحجم ذات قرون استشعار طويلة تزيد عن طول جسمها البالغ من 5-6 سم الفكان قويات ويتميز الصدر بوجود شوكتين جانبيتين بارزتين.
ب‌-اليرقة :بيضاء اللون أسطوانية الشكل رأسها بني غامق ويبلغ طولها عند اكتمال نموها مايقرب من 10 سم.

## أعراض الإصابة
تتميز الأعراض بظهور تآكل في القشرة السطحية لأشجار التين الفتية وكذلك الثمار المشكلة حديثاً وذلك بفعل الحشرة الكاملة. ويظهر تآكل في الطبقة تحت القشرة وأنفاق متعددة في عنق الخشب وذلك يفعل اليرقة كما وتخرج من فتحات الأنفاق خيوط بطول 2 سم مصنوعة من نشارة الخشب المتكتلة والمصبوغة باللون الأحمر تتجمع عند جذع الشجرة.

## دورة حياة الحشرة
تظهر الحشرة الكاملة خلال شهر حزيران وتنجذب خلال طيرانها في الليل نحو الأنوار القريبة منها وتتزاوج وتضع الأنثى بيوضها خلال فترات قد تمتد لأسابيع وبواقع 2-3 بيضة في الليلة الواحدة وذلك ضمن شقوق الأشجار. تبدأ اليرقة بعد الفقس في الغذاء على الطبقة الموجودة تحت القشرة لمدة ثلاثة أشهر تقريباً ثم تحفر أنفاقها في عمق الخشب وتبقى هناك حتى أوائل الصيف الثاني لتخرج حشرة كاملة تعيد سيرتها الأولى.

## الأضرار
تنحصر الأضرار في الأنفاق التي تحفرها اليرقة في منطقة الساق والأغصان الكبيرة ذات القطر البالغ 8 سم وكذلك فيما تحدثه الحشرة الكاملة من تآكل في القشرة السطحية للساق والثمار والحديثة التكوين ويشتد الضرر ليبلغ حد الخطورة عند وجود عدد من اليرقات (6-7) في الساق الواحدة فتموت الشجرة بعد أن يتدنى إنتاجها.

## المكافحة
يتركز العلاج في مكافحة الحشرة الكاملة قبل أن تتم عمليات التزاوج ووضع البيض ودخول اليرقات في عمق الخشب وذلك بطريقة جمع الحشرة الكاملة وقتلها منعاً لتكاثرها ولا تفيد معها المعالجة الكيميائية.